# Saint-Martin-des-Tigres
Saint-Martin-des-Tigres (portugais : São Martinho dos Tigres), parfois appelé simplement Village de la Baie des Tigres (portugais : Vila da Baía dos Tigres), est une ville fantôme du sud de l'Angola, située sur l'Île aux Tigres, actuellement séparé du continent angolais par le détroit des Tigres. Juridiquement, c'est également une commune de la municipalité de Tomboa, dans la province de Namibe.

## Historique
Le village de Saint-Martin-des-Tigres est fondé en 1860 dans l'objectif d'être un modèle d'entreprise de colonisation pour le développement démographique et économique basé sur la pêche, dans l’une des zones les plus inhospitalières des déserts côtiers de Kaokoveld et du Namib. Le gouvernement colonial portugais a enrôlé de nombreuses personnes de l'Algarve possédant une grande expérience dans la pêche en mer pour fonder la ville dans la baie des Tigres.